# テッキョン
テッキョンは朝鮮半島の武芸・民間遊戯。プムバルキ（품밟기）という独特のステップを踏み、足払い・蹴り・投げ技を繰り出す武術で、足を使った全身打撃、手を使った打撃、折れ、突き、スタンディング柔術とシルム技術を使って相手をダウンさせたり無力化させることを目的とする。韓国では1983年に重要無形文化財第76号に指定されている。2011年ユネスコ無形文化遺産に登録され、現在では韓国伝統テッキョン協会を中心に50人余りの公式履修者がテッキョンを守っているという。

## 歴史

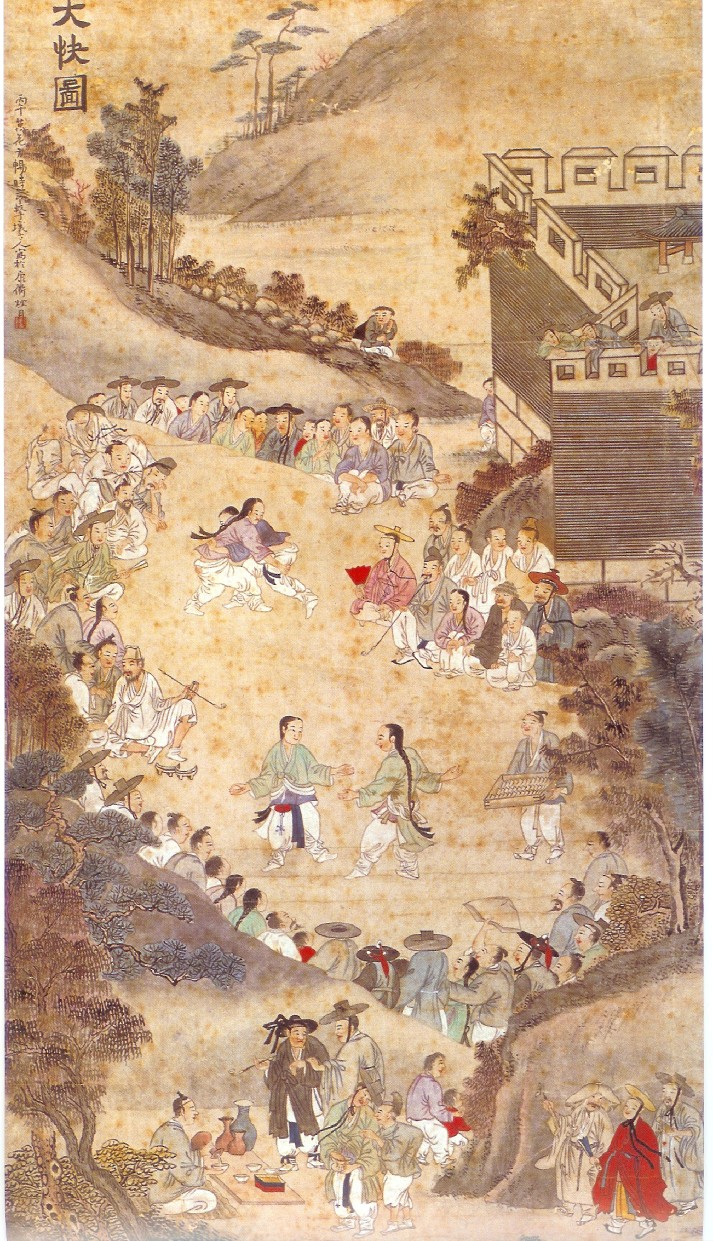
劉淑による大快図(19世紀)。中段で組合っているのがシルム。その下で向い合っているのがテッキョンと韓国ではいわれている。

李氏朝鮮末期に林虎（イム・ホ、임호）からテッキョンを伝承した宋徳基（ソン・トクキ、송덕기）が近代のテッキョンを代表する人物であるという。戦後幾つかの団体が設立され、現在では韓国で全国規模の大会も実施し、国民体育化を図っている。なお練習施設は道場ではなく、「伝修館」と呼ぶ。
テッキョンの特徴としては、音楽的で舞踊のように動き、攻撃よりは守備に重きを置き、足を多く動かす。古代のテッキョンは、手が地面に付けば負けるというルールで、朝鮮中期・朝鮮末期には鍾路、仇里介、往十里を代表にソウルを中心に盛んに行われたという。
朝鮮初まで続いた朝鮮半島古代武術でシルムとは異なり、'手搏'という実戦された武術がある。テク犬界は『才物譜』記録を根拠に朝鮮中期以後テク犬が'手搏'の一部を継承したと見ている。
『靑丘永言』(1728年）に「탁견」と書かれていること、『才物譜』(1798年)にも「탁견」が『海東竹枝』(1921年)には「托肩」、『朝鮮語大辞典』(1920年)には「택견」と書かれており、これをテッキョンであるとしている。さらに19世紀中期に活動した劉淑（유숙 1827年-1873年）の描いた大快図（大快圖 대쾌도）という絵に対峙した二人が描かれており、これはテッキョンをしている姿だと言われ、その二人の周りを酒を飲んだりタバコをすったりしている見物人が囲む様子が描かれている。
北朝鮮の労働新聞では「テッキョンは正当で世界最古の武道であり、その発祥の地は平壌である」（2006年8月16日付）と主張しているが、記事中ではその根拠となる史料は一つも紹介されていない。テッキョンはソウルで発展した地域武術で、平壌には他の地域武術名称が伝わるが、現在は実戦された。

## 主要団体
韓国テッキョン協会
「人間文化財（無形文化財保有者）」の継承を軸とした組織であるテッキョン原型保存会と、伝統テッキョン協会とが2009年1月に合併。宋徳基（ソン・ドッキ、송덕기）、辛漢承（シン・ハンスン、신한승）、鄭景和（チョン・ギョンファ、정경화）と続いている。忠州世界武術祭りに出場する。本部所在地である忠州市も"7pride"（お国自慢）の一つに挙げている。
結連テッキョン協会
결련（キョルリョン）とは、日韓併合以前に行われてきた形のテッキョンを指す。「結連」という漢字をあてることもある。宋徳基を会長に1983年に創立。一般層に向け親しみやすい演出をしている。景福宮の施設も使用する。テッキョンの武術化を目指す傾向がある。
大韓テッキョン協会
宋徳基、辛漢承から教えをうけた李容福（イ・ヨンボク、이용복）が1985年に創立。海外普及に力を注ぐ。手技をやや省略し、シンプルな競技指向が窺える。プムバルキ 練習の際、丹田を正面に突き出す。テッキョンのスポーツ化を目指す。2020年代基準規模が最も大きい。

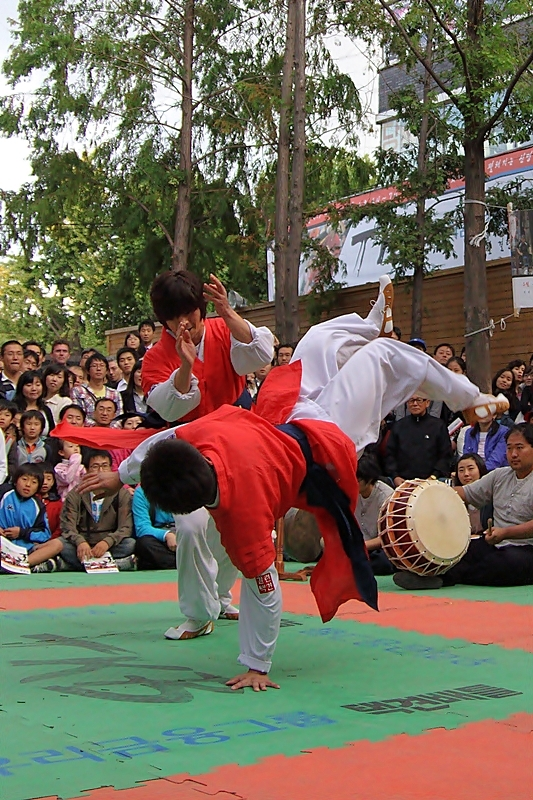
Nal-Chi-Gi

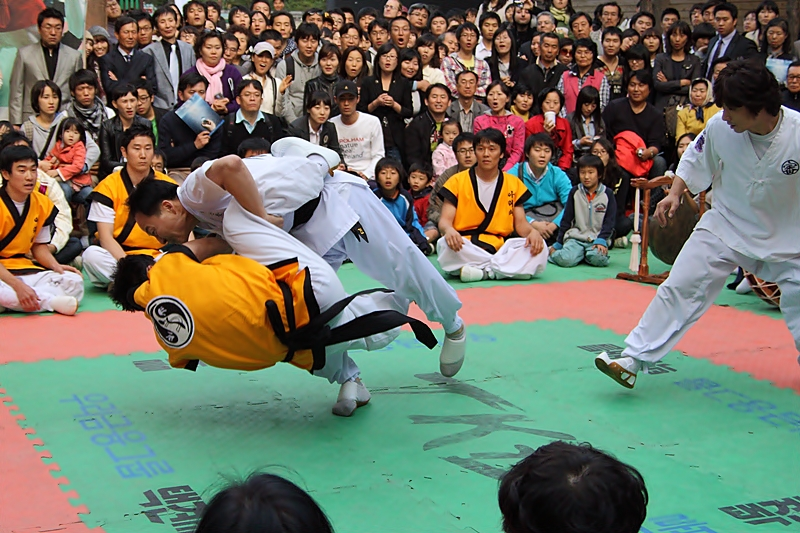
Tae-Jil

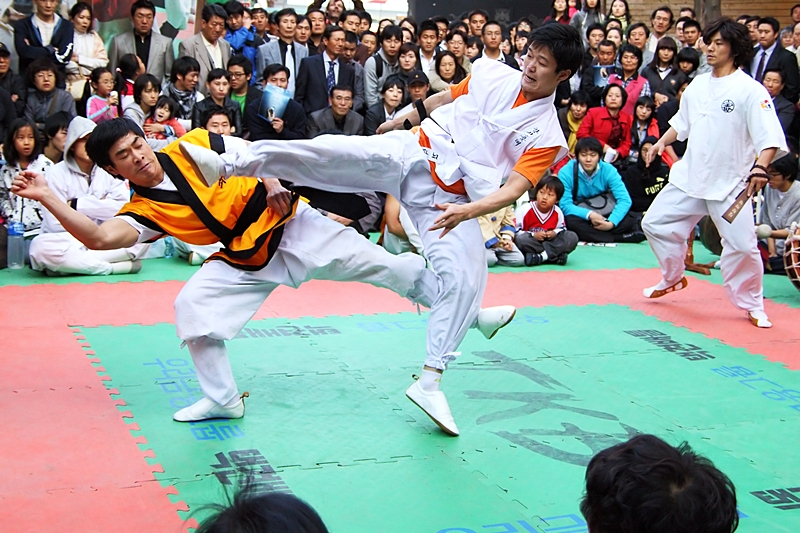
Up-Eo-Chi-Gi

## 一般的な練習体型に含まれる基本技

### プムバルキ (フットワーク)
基本フットワークは、「ァイクッ、ァエクッ、ァエクッ、ァイクッ！」と腹式発声しつつ、リズミカルに前方左右45度の線上で ステップを踏む、特徴的なものである。
ビッバルキ
基本形。左足を出し左足を引き、右足を出し右足を引く。
キルゲバルキ
「く」の字軌道。
ヌロバルキ
前足に重心を置く。
ジェプムバルキ
二回ずつ片足を出し引きする。

### ッタンジュク (足払い)
足や手を相手に掛け、転倒させる。
フェモクチギ
首を掴み、前足を内側から刈る。
バッジャンチギ
腰を一旦 内側に捻った後、外側に腰を切り 反動で前足を外側から刈る。
ハクチジルギ
膝の内側を前蹴りで押す。
アンッチャンゴリ
前足で前足を内から刈りつつ、手で胸から顎にかけて擦り上げる。
アンナクコリ
下腿で膝裏を曲げ、手で胸から顎にかけて擦り上げる。
ッカックムダリ
踵を挙げ、落とし足背を踏む。
ほか、背負い投げ（柔道に近い）や手の甲で胸を押しのけ足背で内脚を掬うものがある。

### チャギ (蹴り技) 中段・上段
腰を縦にうねらせて脚を振るう。これも相手を叩き壊すというよりは、バランスを奪うための技である。
チェギョチャギ
蹴り上げ。
ネジルギ
水平よりやや下に押し飛ばす前蹴り。
トゥルムチギ
上段回し蹴り。
キョッチギ
腰を一旦 内側に捻った後、外側に腰を切り 足を上段外側に伸ばす。
バルッタリ
内転脚。
カロチルギ
横蹴り。
ほか、外転脚や側転蹴りがある。

### ソンジル (手技)
防御や足技の補助として使われる。反復練習では「く」の字軌道で進む。
フェモクジェビ
丹田を出しつつ蹴り脚を捕る。
カルジェビ
手で胸から顎にかけて擦り上げる。
ビッジャンブッキ
掌で外側の障害を押し下げる。
ッテミルギ
掌底の追い突き。

### 二人組みの約束稽古 ← (並立) → 一人型 (ホルセキム) の初歩内容
- 第1段階：足払い技を受けさせる。
- 第2段階：蹴り技を受けさせる。
- 第3段階：足払い技に対し反撃する。
- 第4段階：蹴り技に対し反撃する。
- 第5段階：跳び技を受けさせる。
- 第6段階：脛をあわせ押し引きをした後、前足を小さく刈り、追撃。
- 第7段階：首元を捕まれたり、胸元を押されたりした状況に対する、護身的な技。

以上の指導体系は、大韓テッキョン協会での一例である。それ以前に成立した流派では基本ステップ練習の方向からして異なり、西洋レスリングのように手で相手の脚を救い上げたり、目つきや頭突きなどが伝わっている。

### 実践
ッカックムダリ（脚踏み）のみで攻め合うスパーリング練習を「バルキ」、ッタンジュク（足払い）のみを攻め合うスパーリング練習を「コルギ」、チャギ（蹴り技）等も全て含めたスパーリング練習を「キョルギ」、勝敗の記録をのこす競技は「シハプ（試合）」と呼ぶ。試合の勝敗は、手足を使って相手の膝の上を床につかせるか、脚を使って相手の首の上の所を攻撃し均衡を著しく乱すと勝利となる。
その他に、「殺手」と呼ばれる複数の技がある。昔、これらの技で一撃で絶命させる等の事があったため、禁じ手とされ上記の様な試合形式となった。ちなみに韓国では「殺手」を「옛법（昔の技（要は殺人テッキョン））」と呼ぶ事もある。